# Familien Steinerts palæ
Familien Steinerts palæ (polsk Pałac Steinertów) ligger ved Piotrkowska-gaden 272 i Łódź.
Paladset blev bygget til brødrene Emil og Karl Steinert i årene 1909-1911 efter tegninger af den berlinske arkitekt Alfred Balcke i tysk nationalstil ("Deutsche Renaissance"), hvilket skulle understrege familien Steinerts nationalitet.
Paladset var tiltænkt to familier, noget som genspejles i den symmetriske facad og de to porte. Det består ligeledes af to selvstændige treetages bygninger, og gårdspladsen deles på samme måde i to af en mur. 
Den symmetriske facade er udsmykket med mange forskellige detaljer. Paladset har to etager høje karnapper på begge sider af frontelevationen og over disse tredelte vinduer. Mellem vinduene findes en dekorativ kartouche med indskribtionen SALUS INTRANDIBUS og byggningsdatoen. Bygningen har mansardtag.
Ved siden af palæet står familien Steinerts hus. Den beskedne bygning udgør en stærk kontrast til palæet.
51°44′51.21″N 19°27′41.04″Ø / 51.7475583°N 19.4614000°Ø